# Taliesin Fellowship
La Taliesin Fellowship è un programma educativo e una comunità di apprendimento fondata nel 1932 da Frank Lloyd Wright, uno dei più celebri architetti americani, presso la sua casa e studio di Taliesin, nel Wisconsin, negli Stati Uniti. Questo programma è nato con l'intento di formare giovani architetti e professionisti attraverso un'esperienza diretta nella pratica dell'architettura, sotto la guida di Wright, e ha avuto un ruolo fondamentale nel perpetuare il suo stile e la sua filosofia progettuale).

## Storia
La Taliesin Fellowship fu creata da Wright per trasmettere le sue conoscenze e visioni in ambito architettonico a un gruppo selezionato di allievi. Nel corso degli anni, la fellowship ha visto la partecipazione di numerosi studenti, che non solo hanno appreso la progettazione architettonica, ma sono stati anche coinvolti nella vita comunitaria e nel lavoro pratico di costruzione. Il programma si distingue per la sua enfasi sulla formazione integrata, che comprendeva sia l'insegnamento teorico che l'esperienza pratica sul campo.
Dopo la morte di Wright, la fellowship ha continuato a esistere, adattandosi alle nuove esigenze e sfide. È diventata un centro di eccellenza nell'educazione architettonica, mantenendo viva la tradizione del suo fondatore.

## Il programma e la filosofia
La Taliesin Fellowship non è solo un programma di formazione accademica, ma un'esperienza di vita. Gli studenti vivono e lavorano insieme a Taliesin, dove partecipano a progetti di architettura, apprendono pratiche artistiche, e sono coinvolti in attività come la costruzione di edifici e la cura del paesaggio circostante. Il programma enfatizza l'approccio olistico all'architettura, che integra l'estetica, la funzionalità e il contesto ambientale.
Frank Lloyd Wright aveva una visione dell'architettura che non si limitava alla progettazione di edifici, ma abbracciava un approccio più ampio alla vita e alla cultura. Gli studenti della Taliesin Fellowship sono stati incoraggiati a esplorare le relazioni tra architettura, arte, filosofia e natura, per diventare non solo architetti, ma anche individui più consapevoli del loro ruolo nella società.
Evoluzione e impatto
Con l'evolversi del tempo, la Taliesin Fellowship ha visto diversi cambiamenti. Nel 1959, venne fondata la Taliesin Preservation per conservare e mantenere il sito di Taliesin, mentre la Frank Lloyd Wright School of Architecture continuò a educare nuovi architetti. Negli anni successivi, le risorse e la rete della Taliesin Fellowship sono cresciute, e l'organizzazione ha ampliato la sua influenza nella formazione di architetti di fama internazionale.
Inoltre, la fellowship ha ispirato la creazione di istituzioni simili, che hanno adottato l'approccio pratico e comunitario di Wright all'insegnamento dell'architettura).

## Riconoscimenti e eredità
La Taliesin Fellowship ha avuto un impatto significativo sulla professione architettonica, formando numerosi architetti che hanno contribuito in modo sostanziale allo sviluppo dell'architettura del XX e XXI secolo. Le scuole e le comunità che sono emerse dalla fellowship hanno lasciato una traccia indelebile nel mondo dell'architettura contemporanea.
Oggi, il programma continua a mantenere vivo lo spirito di Frank Lloyd Wright, contribuendo a formare architetti che non solo progettano edifici, ma costruiscono anche un legame profondo con il paesaggio e le tradizioni culturali.